# Andreas Ihle
Andreas Ihle (Dürrenberg, 2 giugno 1979) è un canoista tedesco, vincitore della medaglia d'argento nel K4 1000m ai Giochi olimpici di Atene 2004, di un oro nel K2 1000 a Pechino 2008 e di un bronzo nel K2 1000 a Londra 2012.

## Palmarès
- Olimpiadi

Atene 2004: argento nel K4 1000m.
Pechino 2008: oro nel K2 1000m.
Pechino 2012: bronzo nel K2 1000m.
- Mondiali

2001 - Poznań: oro nel K4 1000m.
2002 - Siviglia: argento nel K4 200m e K4 1000m.
2003 - Gainesville: bronzo nel K4 1000m.
2005 - Zagabria: argento nel K2 1000m.
2006 - Seghedino: argento nel K2 1000m.
2010 - Poznań: oro nel K2 1000m.
- Campionati europei di canoa/kayak sprint

Milano 2001: argento nel K4 1000m.
Poznań 2005: bronzo nel K2 1000m.
Račice 2006: argento nel K2 1000m.
Pontevedra 2007: argento nel K2 1000m.
Trasona 2010: oro nel K2 1000m.
Belgrado 2011: oro nel K2 1000m.